# John Mulcaster Carrick

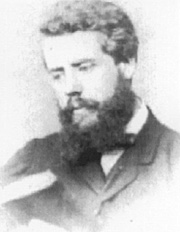
John Mulcaster Carrick, ca. 1860

John Mulcaster Carrick (Carlisle, 1833 - Middlesex, 1896) was een Brits kunstschilder, aanvankelijk geassocieerd met de Prerafaëlieten.

## Leven en werk
John Mulcaster Carrick was de zoon van portretschilder Thomas Heathfield Carrick (1802-1874) en broer van kunstschilder Robert Carrick.
Op zijn eenentwintigste jaar, in 1854, exposeerde hij voor de eerste keer bij de Royal Academy of Arts. Hij was lid van de Hogarth Club, die sympathiseerde met de Prerafaelieten. Met name Carricks vroege werken vertonen een onmiskenbare prerafaëlitische invloed, met veel oog voor detail. Zijn schilderij The Village Postman werd geprezen door John Ruskin. Het meest bekend werd hij door zijn schilderij The Death of Arthur (1862).
Later reisde Carrick door Frankrijk, Zwitserland en Spanje. Vanaf 1870 schilderde hij vooral (vaak op elkaar gelijkende) kustscènes, veelal in waterverf.

## Galerij

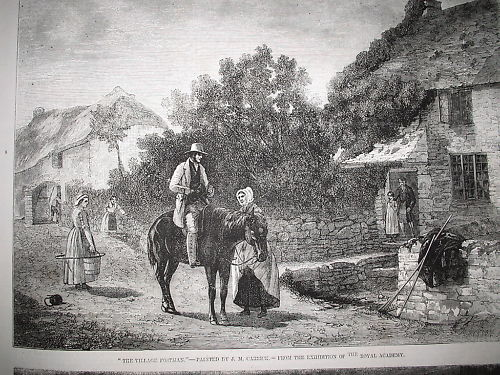
The Village Postman, 1856
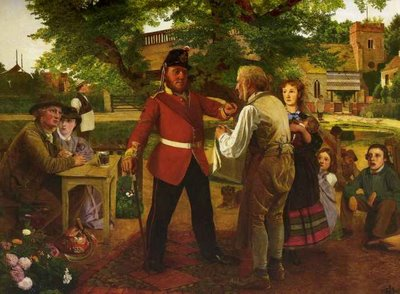
The Recruiting Sergeant, 1859, gelokaliseerd in Surrey
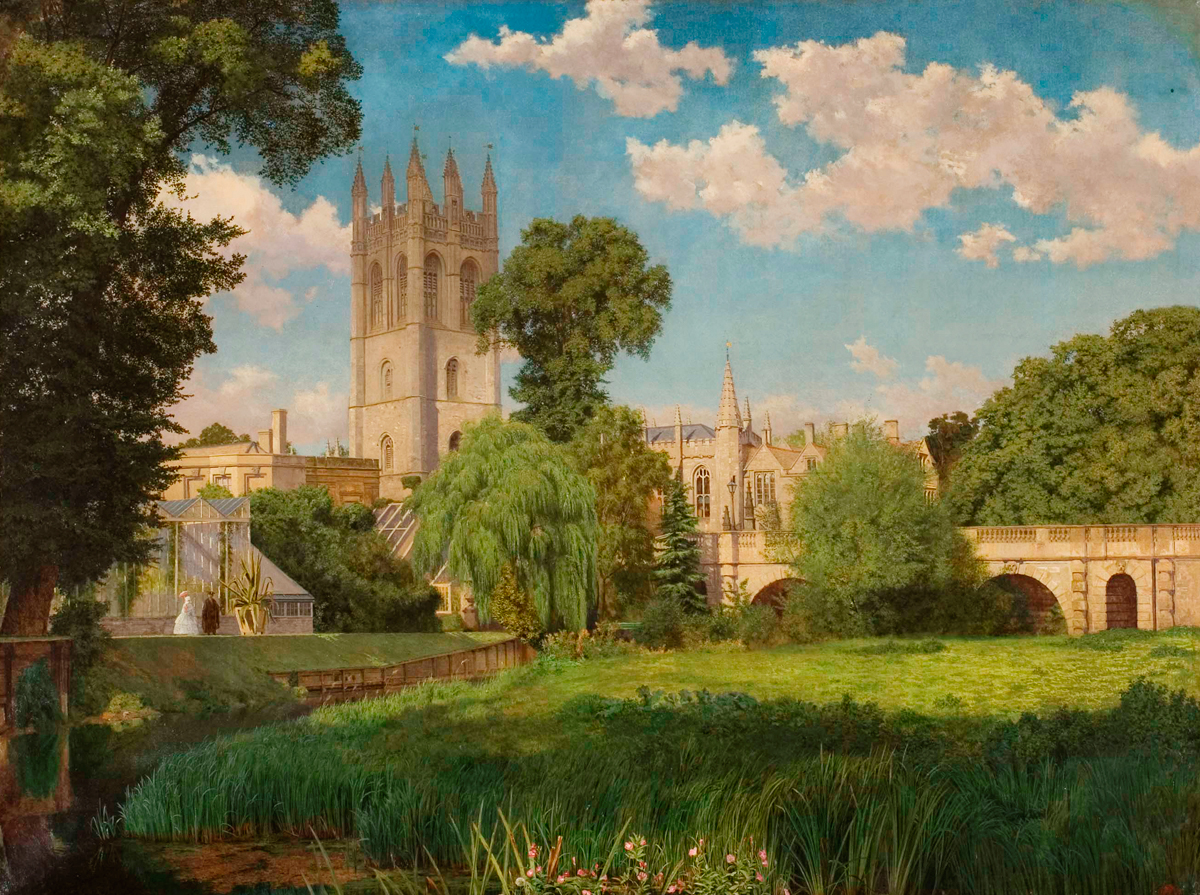
Magdalen Bridge and College, Oxford, 1859, Government Art Collection
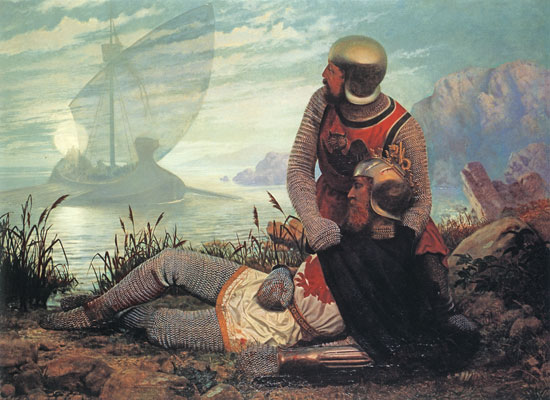
The Death of Arthur, 1862
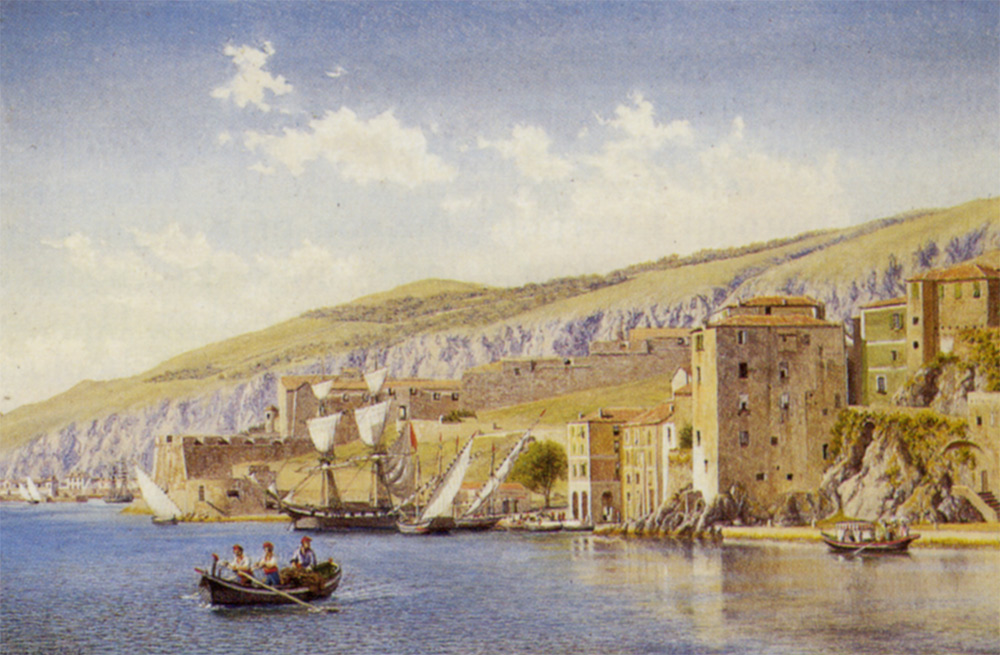
Villa Franca near Nice, 1880